# Гуцафаме (Лоди)
Гуцафаме је насеље у Италији у округу Лоди, региону Ломбардија.
Према процени из 2011. у насељу је живело 128 становника. Насеље се налази на надморској висини од 50 м.